# 清瀬市立竹丘図書館
清瀬市立竹丘図書館（きよせしりつたけおかとしょかん）とは、東京都清瀬市に設置されていた清瀬市立図書館の一つである。
清瀬市で5番目の図書館で、1994年（平成6年）に竹丘地域市民センター内に誕生したが、貸出者数の減少等を理由に、2025年（令和7年）3月に廃止された。

## 基本情報
- 所在地：　東京都清瀬市竹丘1丁目11-1（竹丘地域市民センター2階）
- 延床面積：　590㎡
- 蔵書：　図書70,479冊（うち児童資料19,856冊）、雑誌20種、新聞3種
- 来館者数：　24,634人
- 貸出冊数：　47,563冊（うち児童資料13,972冊）

## 沿革
- 1994年（平成6年）7月13日 - 竹丘地域市民センター内に開館。
- 2025年（令和7年）3月31日 - 廃止。